# دونكي كونغ (شخصية خيالية)
دونكي كونغ (بالإنجليزية: Donkey Kong‎؛ باليابانية: ドンキーコング‎، ‏دونكِ كونغُ) هو قرد خيالي من نوع غوريلا ظهر في لعبة فيديو شهيرة من نينتندو بنفس الاسم في عام 1981. هو أيضاً الشخصية الرئيسية في سلسلة ألعاب فيديو «دونكي كونغ» من تأليف مصمم الألعاب الياباني شيغيرو مياموتو وإنتاج نينتندو. هو أيضاً يعتبر أحد الشخصيات في سلسلة «سوبر ماريو».